# 安達俊子
安達 俊子（あだち としこ、1942年 - ）は、日本の教育者。北星学園余市高等学校元教諭。青少年自立支援センター「ビバハウス」代表。

## 略歴
北海道小樽市出身。北星学園大学文学部英文学科卒業後、1965年の北星学園余市高等学校の開校とともに英語科教諭となり、2000年に退職するまで35年間勤める。同年10月、ひきこもりの若者らが共同生活する、青少年自立支援センター「ビバハウス」を設立。
義家弘介は北星学園余市高等学校の教え子であり、後に同僚にもなった。『ヤンキー母校に帰る』をはじめ義家の著書の登場人物として描かれることが多かったが、婦人之友に単独で登場することもあった。後には、前述の「ビバハウス」運営の傍ら、講演活動なども積極的に行っていた。
2001年には国際ソロプチミスト日本財団・社会ボランティア賞を受賞した。
義家からは恩師として慕われていたが、彼が政界に進出した後は距離を置くようになった。北海道放送ディレクターであった河野啓によると、2024年の時点で安達本人との連絡は取れなくなっているが、施設で余生を送っているとのことである。

## 安達俊子を演じた女優
- 真野響子 - 映画『不良少年（ヤンキー）の夢』（実名役）
- 余貴美子 - テレビドラマ『ヤンキー母校に帰る』（安達をモデルにした・安藤由紀子 役）、『ヤンキー母校に帰る～旅立ちの時 不良少年の夢』（実名役）(共にTBS)